# Taissa Farmiga
Taissa Farmiga   (White House Station, 17 d'agost de 1994) és una actriu de cinema i TV estatunidenca. La seva germana, Vera, va encoratjar a Farmiga per a començar a actuar, i va debutar a la pel·lícula dramàtica de la seva germana Higher Ground (2011). Posteriorment, va guanyar protagonisme pel seu treball a la sèrie d'antologia American Horror Story, protagonitzant les temporades, Murder House (2011), Coven (2013-2014), Roanoke (2016) i Apocalypse (2018), que la van establir com que la va establir com una Scream queen. Entre les seves primeres funcions cinematogràfiques s’inclouen la comèdia romàntica At Middleton (2013), el drama policíac The Bling Ring (2013) i el thriller psicològic Mindscape (2013), que va ser el seu primer paper com a protagonista.
Farmiga va néixer a Whitehouse Station, Nova Jersey, el 17 d'agost de 1994, filla de pares immigrants ucraïnesos Lubomyra Spas, mestra d'escola, i Michael Farmiga, analista de sistemes. Té sis germans grans anomenats Victor, Vera, Stephan, Nadia, Alexander i Laryssa, l'últim dels quals va néixer amb espina bífida. Els seus avis materns es van conèixer en un campament de persones desplaçades a Karlsfeld durant la Segona Guerra Mundial. Farmiga va assistir a l'escola pública fins a quart de primària, i després va començar l'escola a casa. Ha afirmat que entén l'idioma ucraïnès, però només el pot parlar parcialment. Coneix el llenguatge de signes nord-americà, ja que ha fet classes durant quatre anys.

## Filmografia bàsica
- Higfer Ground (2011);
- American Horror Story (2011- (...?));
- The bling ring, en català, The bling ring: lladres de famosos (2013);
- At Middleton, en català, Enamorar-se (2013);
- Mindscape, en català, Mindscape (2013);
- James Boy (2014);
- The Final Girls (2015);
- 6 Years (2015);
- Wicked City (2015);
- In a Valley of Violence (2016);
- Buried Child (2016);
- Rules Don't Apply (2016);
- What They Had (2018);
- The Nun (2018);
- The Long Dumb Road (2018).